# Slåttestjärnen (Degerfors socken, Västerbotten, 715065-169145)
Slåttestjärnen är en sjö i Vindelns kommun i Västerbotten och ingår i Umeälvens huvudavrinningsområde.